# Union des compositeurs d'Azerbaïdjan
L'union des compositeurs d'Azerbaïdjan est une organisation non gouvernementale qui réunit et représente officiellement des compositeurs et musicologues professionnels en Azerbaïdjan.

## Histoire
L'union des compositeurs d'Azerbaïdjan a été créée le 30 juin 1934 par le compositeur Uzeyir bay Hajibayli en tant que département de l'Union des compositeurs soviétiques. Uzeyir bay Hajibayli a dirigé cette organisation de 1936 jusqu'à la fin de sa vie. Le bâtiment de l'union a été construit en 1912.
Actuellement, le président de l'Union des compositeurs d'Azerbaïdjan est Franghiz Ali-Zadeh, compositeur, pianiste, musicologue et artiste du peuple d'Azerbaïdjan. Cette union est composée de 200 membres.